# Luz Shopping
Luz Shopping es un centro comercial situado en Jerez de la Frontera, dispone de una isleta central dedicada principalmente a tiendas outlet y restauración y los edificios que la rodean. Fue inaugurada el 27 de octubre de 2010 su primera fase y en 29 de noviembre de 2012 se inauguró la zona central, convirtiéndose en el mayor centro comercial de Andalucía.

## Historia

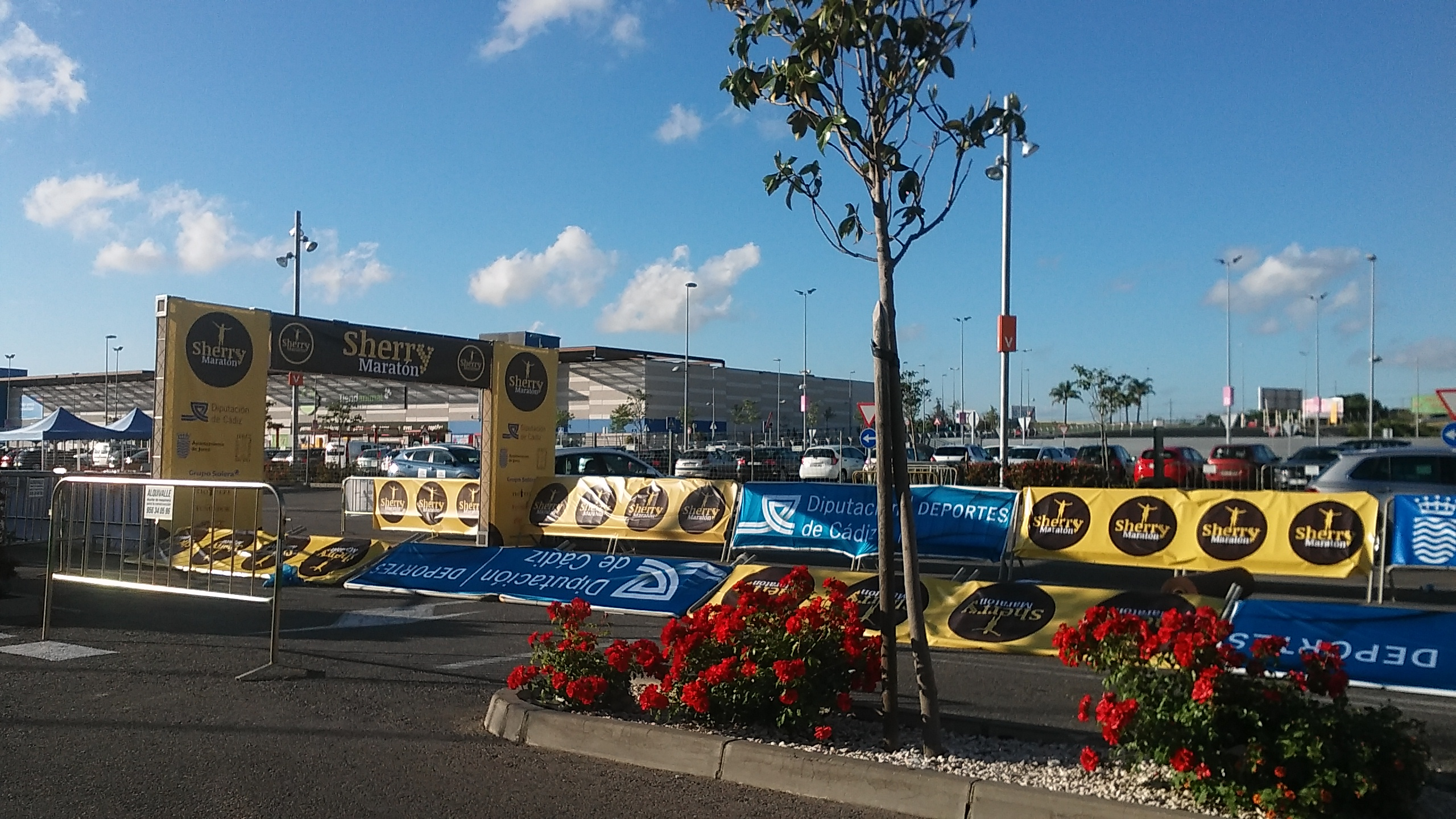
El centro comercial durante el evento Sherry Marathon en 2017

A principios de 2005 Ikea hizo pública su intención de continuar en la provincia su proceso de expansión en Andalucía (en ese entonces sólo existía una tienda en Sevilla), entonces el Ayuntamiento de Jerez empezó las negociaciones con la empresa para ofrecerle el suelo necesario. Las localidades vecinas de El Puerto de Santa María y Puerto Real también se ofrecieron para acoger la tienda, de hecho el exalcalde de El Puerto de Santa María llegó a declarar que «tenemos un 90 % de posibilidades». Finalmente en diciembre de 2005 la empresa eligió Jerez como emplazamiento de su futura tienda. 
Por primera vez la compañía sueca se involucraba en el desarrollo del centro comercial en el que instalaba su tienda. El director de Expansión de Ikea Ibérica SA, Jaime García-Alegre, confirmó que la inversión total de la multinacional en la tienda y el parque rondaría los 300 millones de euros: 250 millones en el parque y otros 50 en la tienda. 
En junio de 2008 se anunció que con carácter inmediato comenzaban los movimientos de tierra sobre una superficie edificable y urbanizable de alrededor de 150 000 metros cuadrados para empezar a levantar los distintos edificios de Luz Shopping. Finalmente el 27 de octubre de 2010 abre la primera fase del centro comercial.
La segunda fase fue inaugurada el 29 de noviembre de 2012. Esta segunda fase que correspondía a la zona central del complejo fue declarada ilegal en 2017 al anular un documento del ayuntamiento de 2014 que regularizaba el complejo tras haberse anulado el planeamiento y las licencias que permitieron su construcción y posterior apertura. Posteriormente en 2019 el ayuntamiento modificó el PGOU de la ciudad para poder legalizar el complejo. En 2019 también se remodeló también esta zona central y fue galardonada a nivel nacional como la mejor remodelación.

## Accesos

### Por carretera
- E-5   A-4
- JE-30
- CA-3101

### En autobús
| Línea | Trayecto                                               |
| ----- | ------------------------------------------------------ |
| 8     | Diego Fdez. Herrera » Área Sur 3 » Diego Fdez. Herrera |
| 9     | Plaza Angustias » Área Sur 3»                          |
| 18    | Corredera » Luz Shopping                               |

## Establecimientos

### Tiendas

#### Moda y accesorios
- Álvaro Moreno Outlet
- Bimba y Lola Outlet
- C&A
- Charanga Outlet
- Desigual Outlet
- El Corte Inglés Outlet
- El Potro Outlet
- Festina Outlet
- Fifty Outlet
- Guess Outlet
- Javier Simorra Outlet
- Kik
- Lefties
- Levi´s
- Marco Donateli
- Mustang Outlet
- Parfois Outlet
- Pepe Jeans Outlet
- Roberto Verino
- Spagnolo Outlet
- Sunglass Hut Outlet
- Superdry Outlet
- Xti Outlet
- Scalpers
- Jack and Johnes

#### Hogar
- Pepco
- IKEA
- JYSK
- Maxcolchón
- Oh!Gar
- Quebarato
- SCHMIDT

#### Alimentación
- Alcampo
- Pepco

#### Deporte
- Adidas Outlet
- Decathlon
- Décimas
- Nike Factory Store

#### Belleza
- Primor

#### Tecnología y servicios telefónicos
- American's Game Ocio
- Yoigo

#### Otros
- Alavera Bookshop
- Másvision
- Mercabox
- MGI
- Nebreda Modula
- Prenatal
- Tiendanimal
- Toy Planet
- Wappar

### Restauración
- Burger King
- Fogón de Mariana
- La Sureña
- Foster´s Hollywood
- IceCoBar
- KFC
- La Plazuela de Jerez
- Mascarpone
- McDonald´s
- Muerde la Pasta
- Pomodoro
- Taco Bell
- Udon
- Vereda Magna

### Ocio
- Costa Jump
- Karting Jerez
- Lego Fan Factory
- Royal Kids

### Servicios
- Gasolinera Alcampo
- Lavanorte
- Palpelo